# Saul Bass
Saul Bass (New York, 8 mei 1920 – Los Angeles, 25 april 1996) was een veelgeprezen Amerikaans grafisch ontwerper. Hij is bekend van zijn openingstitels voor films en ontwerpen voor filmaffiches.
Bass werd geboren als zoon van Joodse immigranten en groeide op in The Bronx. Vanaf de jaren veertig werkte hij in Hollywood. Hij ontwierp samen met regisseur Otto Preminger een filmaffiche voor Premingers film Carmen Jones (1954). Preminger was zo onder de indruk van het werk van Bass dat hij hem vroeg om ook de openingstitels te ontwerpen. Zijn grote doorbraak volgde een jaar later, met een ontwerp voor de openingstitels voor The Man with the Golden Arm (1955), eveneens van Preminger.
Gedurende zijn 40-jarige carrière ontwierp hij voor onder andere films van Alfred Hitchcock, Stanley Kubrick, Otto Preminger en Martin Scorsese zowel de openingstitels als de affiches. Bass werd ook geroemd om zijn logo-ontwerpen. Bekende logo's van zijn hand zijn die van Minolta, United Airlines en AT&T Bell System.